# Juventus Football Club (femení)
La Juventus Football Club, coneguda simplement com a Juventus o amb el nom comercial de Juventus Women, és la secció de futbol femení del club de futbol italià Juventus FC amb seu a la ciutat de Torí, capital de la regió del Piemont. Des de la temporada 2017-18 participa a la Serie A.